# Килемарский район
Килема́рский райо́н (луговомар. Килемар кундем, горномар. Кӹлемар кымдем) — административно-территориальная единица в составе Республики Марий Эл Российской Федерации. В рамках организации местного самоуправления ему соответствует Килема́рский муниципа́льный о́круг (до 2024 г. — муниципальный район).
Административный центр — посёлок городского типа Килемары.

## География
Район расположен в западной части республики. Граничит на западе с Юринским, на юго-западе и юге — с Горномарийским, на востоке — с Звениговским и Медведевским районами Марий Эл, на юго-востоке — с Чувашией, на севере — с Кировской областью, на северо-западе — с Нижегородской областью.
Площадь района составляет 3099 км².

## История
Район образован 26 августа 1939 года за счет разукрупнения Горномарийского района. 1 февраля 1963 года был упразднён, 30 декабря 1966 восстановлен. Указом президиума ВС Марийской АССР от 30.11.1980 в его состав из Горномарийского района была передана почти вся заволжская сторона — Ардинский, Визимьярский, Юксарский и Дубовский сельсоветы, а также Красномостовский сельсовет из Медведевского района.
29 февраля 2024 года принят закон, в соответствии с которым все поселения района объединены в Килемарский муниципальный округ.

## Население
| 1959    | 1970    | 1979    | 1989    | 2002    | 2005    | 2009    | 2010    | 2011    |
| ------- | ------- | ------- | ------- | ------- | ------- | ------- | ------- | ------- |
| 15 738  | ↘11 095 | ↘9250   | ↗16 684 | ↘14 130 | ↘13 800 | ↘13 016 | ↗13 604 | ↘13 545 |
| 2012    | 2013    | 2014    | 2015    | 2016    | 2017    | 2018    | 2019    | 2020    |
| ↘13 160 | ↘12 874 | ↘12 599 | ↘12 505 | ↘12 414 | ↘12 356 | ↘12 233 | ↘11 986 | ↘11 859 |
| 2021    | 2023    |         |         |         |         |         |         |         |
| ↘11 426 | ↘11 211 |         |         |         |         |         |         |         |

### Национальный состав
В городских условиях (пгт Килемары) проживают 34.76 % населения района.
Национальный состав населения Килемарского района согласно Всероссийской переписи населения 2010 года. По данным переписи в районе встречаются представители 27 национальностей.
| №  | Национальность            | 2010, чел. | % от всего | % от указавших нацио- нальность |
| -- | ------------------------- | ---------- | ---------- | ------------------------------- |
|    | всего                     | 13 604     | 100,00 %   |                                 |
| 1  | Марийцы                   | 6426       | 47,24 %    | 48,88 %                         |
|    | горные марийцы            | 25         | 0,18 %     | 0,19 %                          |
| 2  | Русские                   | 6120       | 44,99 %    | 46,55 %                         |
| 3  | Татары                    | 169        | 1,24 %     | 1,29 %                          |
| 4  | Чуваши                    | 160        | 1,18 %     | 1,22 %                          |
| 5  | Узбеки                    | 73         | 0,54 %     | 0,56 %                          |
| 6  | Украинцы                  | 58         | 0,43 %     | 0,44 %                          |
| 7  | Азербайджанцы             | 24         | 0,18 %     | 0,18 %                          |
| 7  | Чеченцы                   | 24         | 0,18 %     | 0,18 %                          |
| 9  | Армяне                    | 21         | 0,15 %     | 0,16 %                          |
| 10 | Молдаване                 | 13         | 0,10 %     | 0,10 %                          |
| 11 | Грузины                   | 11         | 0,08 %     | 0,08 %                          |
|    | другие                    | 34         | 0,25 %     | 0,26 %                          |
|    | указали национальность    | 13 146     | 96,63 %    | 100,00 %                        |
|    | не указали национальность | 458        | 3,37 %     |                                 |

По итогам переписи населения 2020 года проживали следующие национальности (национальности менее 0,1 % и другое см. в сноске к строке «Другие»):
| Национальность | Численность, чел. | Доля     |
| -------------- | ----------------- | -------- |
| Русские        | 5736              | 50,20 %  |
| Марийцы        | 4583              | 40,11 %  |
| Татары         | 93                | 0,81 %   |
| Чуваши         | 85                | 0,74 %   |
| Узбеки         | 80                | 0,70 %   |
| Азербайджанцы  | 29                | 0,25 %   |
| Украинцы       | 17                | 0,15 %   |
| Чеченцы        | 12                | 0,11 %   |
| Другие         | 791               | 6,93 %   |
| Итого          | 11 426            | 100,00 % |

## Административное деление
В рамках административно-территориального устройства, Килемарский район как административно-территориальная единица республики включает 1 посёлок городского типа (пгт) и 5 сельских округов. Сельские округа соответствуют образованным в их границах одноимённым сельским поселениям, а пгт с подчинёнными ему населёнными пунктами — городскому поселению.
До 2024 года в рамках организации местного самоуправления, в одноимённый муниципальный район входили 6 муниципальных образований, в том числе 1 городское поселение и 5 сельских поселений.
| №        | Муниципальное образование | Административный центр  | Количество населённых пунктов | Население (чел.) | Площадь (км²) |
| -------- | ------------------------- | ----------------------- | ----------------------------- | ---------------- | ------------- |
| 1e-06    | Городское поселение:      |                         |                               |                  |               |
| 1        | Килемары                  | пгт Килемары            | 32                            | ↗5458            | 1245,73       |
| 1.000002 | Сельские поселения:       |                         |                               |                  |               |
| 2        | Ардинское                 | село Арда               | 20                            | ↘2117            | 212,56        |
| 3        | Визимьярское              | посёлок Визимьяры       | 1                             | ↘1867            | 284,32        |
| 4        | Красномостовское          | посёлок Красный Мост    | 5                             | ↘557             | 317,25        |
| 5        | Кумьинское                | деревня Большие Памъялы | 11                            | ↘569             | 506,72        |
| 6        | Юксарское                 | село Юксары             | 9                             | ↘643             | 532,31        |

В 2004—2005 гг. в муниципальном районе были созданы 1 городское и 8 сельских поселений. В 2022 году Большекибеевское, Нежнурское и Широкундышское сельские поселения (сельские округа) были упразднены, а входившие в их состав населённые пункты включены в городское поселение Килемары (переподчинены посёлку городского типа).

## Населённые пункты
В Килемарском районе 78 населённых пунктов.
| №  | Населённый пункт      | Тип     | Население | Муниципальное образование           |
| -- | --------------------- | ------- | --------- | ----------------------------------- |
| 1  | Актаюж                | село    | 231       | городское поселение Килемары        |
| 2  | Алатайкино            | деревня | 130       | Юксарское сельское поселение        |
| 3  | Алешкино              | деревня | 331       | Ардинское сельское поселение        |
| 4  | Арда                  | село    | 432       | Ардинское сельское поселение        |
| 5  | Большая Арда          | деревня | 132       | Ардинское сельское поселение        |
| 6  | Большие Памъялы       | деревня | 228       | Кумьинское сельское поселение       |
| 7  | Большое Кибеево       | деревня | 150       | городское поселение Килемары        |
| 8  | Большой Абанур        | деревня | 130       | городское поселение Килемары        |
| 9  | Большой Ермучаш       | деревня | 102       | Юксарское сельское поселение        |
| 10 | Большой Кундыш        | деревня | 45        | городское поселение Килемары        |
| 11 | Большой Ломбенур      | деревня | 34        | городское поселение Килемары        |
| 12 | Большой Пинеж         | деревня | 47        | городское поселение Килемары        |
| 13 | Большой Шудугуж       | деревня | 9         | городское поселение Килемары        |
| 14 | Васени                | деревня | 13        | городское поселение Килемары        |
| 15 | Визимьяры             | посёлок | ↘1867     | Визимьярское сельское поселение     |
| 16 | Водозерье             | деревня | 178       | городское поселение Килемары        |
| 17 | Дубовский             | посёлок | ↘16       | Ардинское сельское поселение        |
| 18 | Евсейкино             | деревня | 86        | Юксарское сельское поселение        |
| 19 | Ершово                | деревня | 144       | Ардинское сельское поселение        |
| 20 | Изеркино              | деревня | 81        | Ардинское сельское поселение        |
| 21 | Килемары              | пгт     | ↘3897     | городское поселение Килемары        |
| 22 | Кичма                 | деревня | 0         | городское поселение Килемары        |
| 23 | Коктуш                | деревня | 24        | городское поселение Килемары        |
| 24 | Котеново              | деревня | 129       | Ардинское сельское поселение        |
| 25 | Котеновский           | посёлок | 12        | Ардинское сельское поселение        |
| 26 | Красный Мост          | посёлок | 260       | Красномостовское сельское поселение |
| 27 | Кужинский Коноплянник | посёлок | 14        | городское поселение Килемары        |
| 28 | Кужолок               | деревня | 2         | городское поселение Килемары        |
| 29 | Кузькино              | деревня | 58        | Ардинское сельское поселение        |
| 30 | Кукшары               | деревня | 47        | Кумьинское сельское поселение       |
| 31 | Кумья                 | село    | 153       | Кумьинское сельское поселение       |
| 32 | Кундышский            | посёлок | 77        | Красномостовское сельское поселение |
| 33 | Куплонга              | деревня | 111       | Юксарское сельское поселение        |
| 34 | Куплонгинский         | посёлок | 69        | Юксарское сельское поселение        |
| 35 | Мадарский             | выселок | 89        | Ардинское сельское поселение        |
| 36 | Мазикино              | деревня | 198       | Ардинское сельское поселение        |
| 37 | Майский               | посёлок | 237       | Кумьинское сельское поселение       |
| 38 | Малая Арда            | деревня | 251       | Ардинское сельское поселение        |
| 39 | Малое Кибеево         | деревня | 40        | городское поселение Килемары        |
| 40 | Малые Памъялы         | деревня | 11        | Кумьинское сельское поселение       |
| 41 | Малый Ермучаш         | деревня | 19        | Юксарское сельское поселение        |
| 42 | Малый Ломбенур        | деревня | 3         | городское поселение Килемары        |
| 43 | Малый Пинеж           | деревня | 24        | городское поселение Килемары        |
| 44 | Малый Шудугуж         | деревня | 33        | городское поселение Килемары        |
| 45 | Мари-Килемары         | деревня | 15        | городское поселение Килемары        |
| 46 | Мари-Тойдаково        | деревня | 29        | городское поселение Килемары        |
| 47 | Механизаторов         | посёлок | 204       | Ардинское сельское поселение        |
| 48 | Музывален             | посёлок | 1         | Кумьинское сельское поселение       |
| 49 | Мусь                  | деревня | 27        | городское поселение Килемары        |
| 50 | Нальмучаш             | деревня | 45        | Кумьинское сельское поселение       |
| 51 | Нежнур                | село    | 362       | городское поселение Килемары        |
| 52 | Нежнурский            | посёлок | 124       | городское поселение Килемары        |
| 53 | Некрасово             | деревня | 24        | городское поселение Килемары        |
| 54 | Озерки                | деревня | 104       | Ардинское сельское поселение        |
| 55 | Озёрный               | посёлок | 454       | Красномостовское сельское поселение |
| 56 | Паулкино              | деревня | 232       | Ардинское сельское поселение        |
| 57 | Песочное              | деревня | 12        | городское поселение Килемары        |
| 58 | Петропавлово          | деревня | 5         | городское поселение Килемары        |
| 59 | Пинжедур              | деревня | 30        | Кумьинское сельское поселение       |
| 60 | Пинжедыр              | деревня | 47        | Юксарское сельское поселение        |
| 61 | Рутка                 | посёлок | 58        | Кумьинское сельское поселение       |
| 62 | Самкино               | деревня | 3         | городское поселение Килемары        |
| 63 | Сельхозпочинок        | деревня | 62        | Кумьинское сельское поселение       |
| 64 | Сенюшкино             | деревня | 80        | Ардинское сельское поселение        |
| 65 | Сорокаево             | деревня | 25        | Ардинское сельское поселение        |
| 66 | Средний Абанур        | деревня | 29        | городское поселение Килемары        |
| 67 | Тогашево              | деревня | 6         | Кумьинское сельское поселение       |
| 68 | Трёхречье             | деревня | 110       | городское поселение Килемары        |
| 69 | Троицкий              | выселок | 33        | Ардинское сельское поселение        |
| 70 | Удюрма                | посёлок | 105       | городское поселение Килемары        |
| 71 | Умятеево              | деревня | 64        | Ардинское сельское поселение        |
| 72 | Цинглок               | посёлок | 4         | городское поселение Килемары        |
| 73 | Черемуха              | деревня | 35        | Юксарское сельское поселение        |
| 74 | Шаптунга              | деревня | 8         | Красномостовское сельское поселение |
| 75 | Шатчиково             | деревня | 30        | Ардинское сельское поселение        |
| 76 | Широкундыш            | деревня | 397       | городское поселение Килемары        |
| 77 | Шушер                 | посёлок | 7         | Красномостовское сельское поселение |
| 78 | Юксары                | село    | 280       | Юксарское сельское поселение        |